# گوردن (حوزه سرشماری)، ویسکانسین
گوردن (به انگلیسی: Gordon) یک منطقهٔ مسکونی در ایالات متحده آمریکا است که در شهرستان داگلاس، ویسکانسین واقع شده‌است. گوردن ۱۷۶ نفر جمعیت دارد و ۳۱۴٫۸۶ متر بالاتر از سطح دریا واقع شده‌است.